# Oberkotzau
Oberkotzau là một đô thị ở huyện Hof bang Bavaria thuộc nước Đức